# ألبرت أكسلرود
ألبرت أكسلرود (بالإنجليزية: Albert Axelrod)‏ هو مبارز بالسيف أمريكي، ولد في 12 فبراير 1921 في ذا برونكس في الولايات المتحدة، وتوفي بنفس المكان في 24 فبراير 2004 بسبب نوبة قلبية.

## وصلات خارجية
- ألبرت أكسلرود على موقع اللجنة الأولمبية الدولية (الإنجليزية)
- ألبرت أكسلرود على موقع أوليمبيديا (الإنجليزية)